# بنجامین آلیره سائنز
بنجامین آلیره سائنز (انگلیسی: Benjamin Alire Sáenz؛ زادهٔ ۱۶ اوت ۱۹۵۴) نویسنده، رمان‌نویس، شاعر، و نویسنده کودکان اهل ایالات متحده آمریکا است. معروفترین اثر وی ارسطو و دانته رازهای جهان را کشف می‌کنند است.
وی همچنین برندهٔ جوایزی همچون جایزه ادبی لامدا و جایزه کتاب آمریکا شده‌است.